# Gina Malo

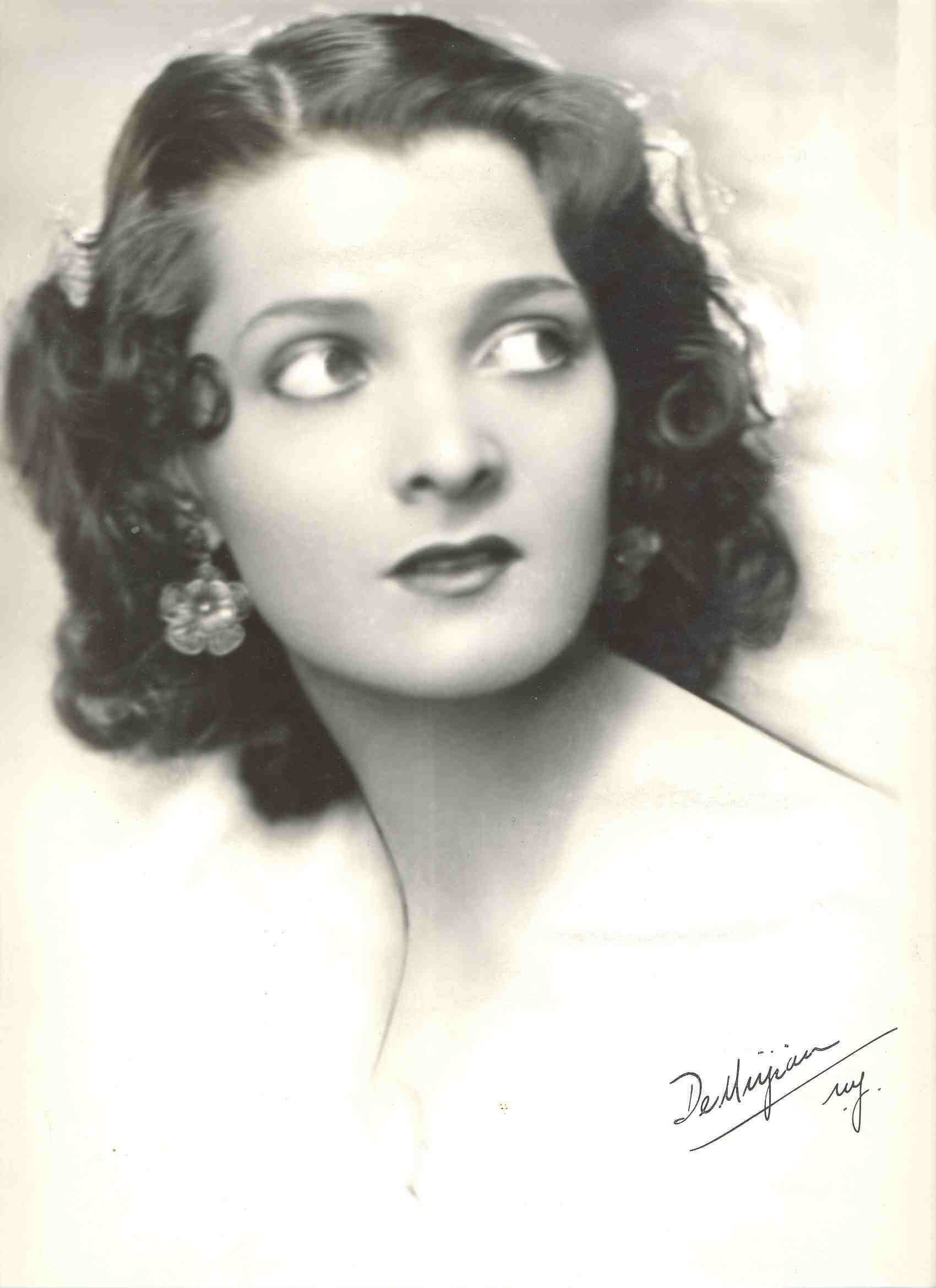
Gina Malo

Gina Malo, född 1909 som Janet Flynn i Cinciannati, Ohio, USA och död 1963, var en amerikansk filmskådespelare. Hon medverkade i en rad brittiska filmer på 1930-talet, och spelade då ofta en amerikan.

## Filmografi
- In a Monastery Garden (1932)
- A Tight Corner (1932)
- Good Night, Vienna (1932)
- Strike It Rich (1933)
- King of the Ritz (1933)
- Waltz Time (1933)
- Lily of Killarney (1934)
- My Song for You (1934)
- The Private Life of Don Juan (1934)
- All In (1936)
- Where There's a Will (1936)
- Jack of All Trades (1936)
- Southern Roses (1936)
- The Gang Show (1937)
- It's a Grand Old World (1937)
- His Lordship Regrets (1938)
- Over She Goes (1938)
- The Ringer (1938, TV-film)
- The Door with Seven Locks (1940)